# Pověst dávných let
Pověst dávných let, (ukrajinsky Повість временних літ, Povisť vremennych lit, rusky По́весть временны́х лет, Povesť vremennych let, starorusky Повѣсть временныхъ лѣт) též nazývaná Prvotní (základní) letopis (rusky Первоначальная летопись), nebo Nestorův letopis (rusky Несторова летопись), je jedna z nejstarších památek staroruského písemnictví.
Jedná se o kroniku Kyjevské Rusi od poloviny 9. po začátek 12. století, kdy se předpokládá, že byla na základě starších textů v Kyjevě sepsána, dle tradice mnichem Nestorem. Je považována za nejdůležitější pramen k raným dějinám východních Slovanů.

## Charakter a označení
Text zpracovává historii Kyjevské Rusi na základě různých starších pramenů literárně, počínaje biblickými dobami, prezentuje její starobylost a část o jejích panovnících člení podle jednotlivých roků. Tím se liší kronika od letopisů (análů), které jsou stručnými průběžně psanými záznamy událostí. Tedy označení „pověst“ či „letopis“ je tradiční a neoznačuje žánr.

## Vznik a autoři knihy
Pověst dávných let je považována za nejstarší z dosud zachovalých ruských letopisů (vedle označení letopis se také užívá označení kronika). Text vznikl nejspíše na počátku 12. století v Kyjevě a za autora je označován mnich Nestor. Existují ještě další redakce ze stejné doby od mnicha Silvestra a od anonymního autora. 
Nejstarší dochovaný rukopis pochází až ze 14. století od mnicha Laurentia, dalším rukopisem je Ipatěvský spis.

## Obsah
Toto dílo se zabývá vznikem ruské země. Autor si kladl za cíl prozkoumat dějiny dávných slovanských národů, ukázat, že mají odedávna společný osud a historické místo mezi národy světa. V Pověsti dávných let se poprvé v literatuře staré Rusi mluví o vzniku státu na základě společenské smlouvy mezi lidem a knížaty, jež národ pověřil, aby vládli a spravovali ruskou zemi.
Rozsah popisovaných dějin jde od biblických dob až do roku 1117 (ve 3. redakci). Datovaná část dějin Kyjevské Rusi začíná rokem 852, začátkem samostatné vlády byzantského císaře Michaela III. Důležité je zejména popsání příchodu Rurikovy varjažské družiny a vznik ruského státu. Na základě této informace vznikla původní normanská teorie.

## Česká vydání
Poetický, ovšem již zastaralý český převod Karla Jaromíra Erbena z roku 1867 nedávno nahradil nový překlad slavisty Michala Téry.
- Nestor. Nestorův letopis ruský. Příprava vydání a překlad Karel Jaromír Erben. Praha: Řivnáč, 1867. Dostupné online.
- Vyprávění o minulých letech aneb Nestorův letopis ruský. Nejstarší staroruská kronika, překlad, úvodní studie a komentáře Michal Téra, nakl. Pavel Mervart, Červený Kostelec 2014 (edice Pro Oriente. Dědictví křesťanského Východu, sv. 28).